# Open Source Cluster Application Resources
Open Source Cluster Application Resources (OSCAR) es un sistema pensado para la instalación de un  cluster HPC (computación de alto rendimiento) de tipo Beowulf además de proporcionar todas las aplicaciones y paquetes necesarios para su administración y desarrollo. Se ha diseñado de tal forma que permite una instalación más ágil de un cluster de alto rendimiento. Está formado por dos componentes principales: SIS (System installation suite) y ODA (OSCAR Database API).
Es importante aclarar que no es un súper sistema operativo capaz de administrar todo el cluster, su cometido es el de la integración de un conjunto de herramientas software encargadas de la administración del cluster.

## Programas
- C3: Cluster Command Control nos permite administrar y ejecutar comandos en cada uno de los nodos del cluster.
- Ganglia: monitorización en tiempo real de todo el cluster.
- LAM-MPI: implementación MPI para paso de mensajes.
- MPICH: otra implementación de MPI. OSCAR instala ambas.
- Opium: configuración de cuentas y SSH en todo el cluster.
- OpenPBS: administración de trabajos y colas.
- pfilter: filtro de paquetes similar a iptables.

## Servicios
- NFS: Network File System, sistema de ficheros en red.
- DHCP: Dinamic Host Configuration Protocol, nos permite una administración más sencilla de la red, proporcionando una asignación dinámica de direcciones IP a los distintos nodos.
- Rsync: se trata de una mejora de RPC.
- OpenSSH: sustituto de telnet. Establece sesiones remotas con seguridad (cifrado de datos). En su versión 2 permite el traslado de ficheros (del mismo modo que ftp).